# Yunus Khan
|  | Aquest article tracta sobre el kan de Mogulistan del s. XV. Si cerqueu el kan de Taixkent del segle XVIII, vegeu «Yunus Khoja». |

Yunus Khan o Yunas Khan (+ 1487) fou kan de Mogulistan de la branca dels txagataïdes descendents de Txagatai Khan, segon fill de Genguis Kan. La seva genealogia era segons Baber: Yunas Khan, fill de Wais Khan (o Ways Khan), fill de Sher-Ali Oghlan, fill de Muhammad Khan, fill de Khidr Khwaja Khan, fill de Tughluq Timur Khan, fill d'Alsan Bugha Khan, fill de Dawa Khan, fill de Baraq Khan, fill de Yisuntawa Khan, fill de Muatukan, fill de Txagatai Khan, fill de Genguis Kan.
Yunus Khan o Yunas Khan era germà d'Alsan Bugha Khan (+ 1462) i fill de Ways Khan (+ 1428). La seva mare fou una princesa quiptxaq filla o neta de Nur al-Din Beg, un dels propers de Tamerlà. A la mort de Ways Khan, l'horda Mogul es va dividir en dos parts, una petita per Yunas i la més gran per a Alsan Bugha Khan. El beg Alrzin (o Alrazan) dels Barin tuman begs i Beg Mirik Turkman, dels Chiras tuman begs, van agafar la custòdia de Yunas que tenia 13 anys i es van reunir a Aulugh Beg Mirza (Shahrukhi) el fill del qual estava casat amb la germana gran de Yunas. Aulugh Beg Mirza no va tardar a empresonar a alguns i a dispersar l'horda. Yunas mateix va haver de fugir a l'Iraq Ajamita i Azerbaidjan on va estar un any amb Jahan-Xah dels kara koyunlu; després va anar a Siraz on aleshores governava Ibrahim Sultan que va morir poc després (3 de maig de 1435) i el va succeir el seu fill Abd Allah ibn Ibrahim. Yunus va restar a la seva cort fins al 1448. En aquest temps, durant les lluites als estats timúrides de Khurasan i Transoxiana, Alsan Bogha Khan va considerar que era el moment d'envair la vall de Fergana aprofitant l'enfrontament entre Ulugh Beg i el seu nebot Ala al-Dawla Abd Allah (i el germà d'aquest Babur Mirza); va saquejar Andijan.
Abu Saïd va agafar el poder a Samarcanda el 1452 i aviat va marxar amb un exèrcit cap a Yangi (Taraz) i Isfara i va derrotar a Alsan Bugha i per evitar futurs conflictes es va casar amb la germana gran de Yunus Khan, que havia enviudat, va convidar a Yunus Khan al Khurasan i va fer una festa en la qual es va proclamar la seva amistat i el va nomenar Khan dels Moguls; va enviar als Sagharichi tuman begs al Mogulistan contra Alsan Bugha Khan amb Yunas al seu front (es va casar llavors amb Aslan Dawlat Begum, la filla del cap dels begs Ali Shir). Els rebels van aconseguir la victòria i Yunas fou proclamat kan. Va governar fins a la seva mort en què el van succeir els seus fills Mahmud Khan i Ahmad Khan.
Va tenir tres filles amb la seva esposa Aslan Dawlat Begum: Mihr-nigar Khanum, la gran, es va casar amb Sultan Ahmad Mirza, fill d'Abu Saïd, i no van tenir successió; la segona filla fou Kutlug-Nigar Khanum, fou esposa d'Umar Shaykh Mirza i mare de Baber; i la tercera fou Khub-Nigar Khanum esposa de Muhammad Husain Kurkan Doghlat. Va tenir altres dones i de Shah Begum va tenir dos fills i dues filles; el fill gran fou Mahmud Khan, el seu successor, anomenat també Khanika Khan; el segon fill fou Ahmad Khan, conegut com a Alacha Khan. La filla Sultan-Nigar Khanum fou esposa de Sultan Mahmud Mirza (amb el qual va tenir un fill) i més tard esposa d'Adik (Aung) Sultan, príncep kazakh (amb el qual va tenir dues filles) i finalment amb el germà del seu segon marit, Qasim Khan, kan dels kazakhs; l'altra filla fou Dawlat Sultan Khanum que quan l'uzbek Shaybani Khan va conquerir Taixkent (1503) fou casada amb el seu fill Timur Sultan, amb el qual va tenir una filla.